# Nanno
Nanno (Nones: Nan) ist eine Fraktion der italienischen Gemeinde (comune) Ville d’Anaunia in der Provinz Trient,  Region Trentino-Südtirol.

## Etymologie
Der Ort wurde erstmals 1191 als in loco de Nanno urkundlich erwähnt. Die Urkunde mit der Nennung ist auch im Codex Wangianus erwähnt. 1194 taucht der Name in der Schreibweise Nano auf. Nach Mastrelli Anzilotti ist der Name in Verbindung zu setzen mit dem in der Tabula Clesiana erwähnten lateinischen Namen des Tales und deren Bewohnern, den Anauni. Das deutsche Exonym lautet Nain.

## Wappen
Das ehemalige Gemeindewappen wurde 1989 eingeführt und bis zur Auflösung Gemeinde 2016 geführt. Es nimmt Bezug auf das castrum Anagnis. Letzteres soll sich im Ortsteil Castelac befunden haben und von den Franken 577 eingenommen worden sein. Blasonierung: „In rot ein silberner mittelalterlicher Turm mit schwarzem Fenster, umgeben von einer silbernen Palisade.“

## Geographie
Nanno liegt etwa 28 Kilometer nordnordwestlich von Trient auf einer Höhe von 565 m.s.l.m. auf der orographisch linken Talseite des Nonstals inmitten von Apfelplantagen. Östlich von Nanno fließt der Noce vorbei. Die Gemeinde gehörte zur Talgemeinschaft Comunità della Val di Non.  Zu ihr gehörte die Fraktion Portolo. Nachbargemeinden waren Cles, Flavon, Taio, Tassullo, Terres und Tuenno.

## Geschichte
Das am Ortsrand liegende Castel Nanno wurde zum ersten Mal im 13. Jahrhundert erwähnt. Es war im Besitz der Herren von Nanno und Denno, Vasallen der Grafen von Eppan im Nonstal. Diese nannten sich seit dem Erwerb von Schloss und Herrschaft Madruzzo (in Lasino im Valle dei Laghi) 1447 von Madruzzo. Das Geschlecht stellte ab 1539 vier aufeinanderfolgende Fürstbischöfe von Trient. Der erste von ihnen, Cristoforo Madruzzo, ließ von 1531 bis 1548 das Stammschloss seiner Familie, die alte Burg Nanno, mit Ausnahme des Bergfrieds, abreißen und im Renaissancestil neu aufbauen. Der Neubau erhielt die - im Alpenraum eher seltene - Form eines Donjon mit acht Stockwerken. Der Turm bietet einen weiten Blick über das Tal sowie zu den Burgen Castel Thun, Castel Bragher in Coredo und Castel Valer in Tassullo.
Nach dem Erlöschen derer von Madruzzo mit Fürstbischof Carlo Emanuele Madruzzo 1658 kam die Burg an das Fürstbistum Trient, das hier seinen Verwaltungssitz im Nonstal einrichtete. Nach einem Brand des Dorfes Nanno überließ das Bistum die Burg den Einwohnern als vorläufige Bleibe, was zu einer weitgehenden Ausplünderung und zum anschließenden Verfall führte. 1838 erwarb Carlo de Giuliani aus einer Meier- und Notarsfamilie im Nonstal die Burg. Die Giuliani besaßen bereits den Ansitz in Nanno und hatten 1788 den Reichsadelsstand als Giuliani von und zu Nanburg erhalten. Sein gleichnamiger Sohn ließ die Burg teils historistisch restaurieren. Dessen Witwe verkaufte die Burg 1939 an ihre Nichte aus der Familie Pazzi de del Rio, die seither die Burg besitzt. 
Am 1. Januar 2016 schloss sich Nanno mit den Gemeinden Tassullo und Tuenno zur neuen Gemeinde Ville d’Anaunia zusammen.

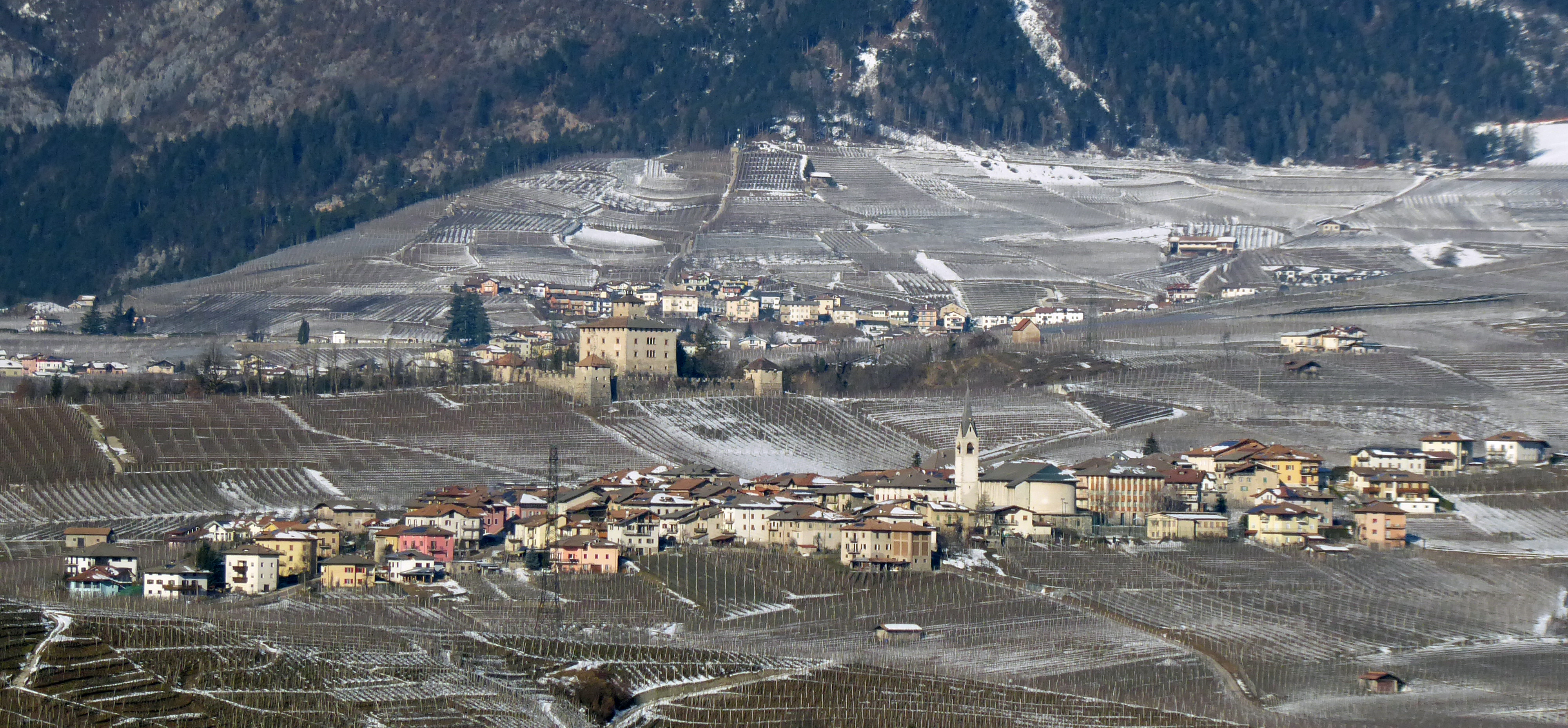
Nanno mit Castel Nanno
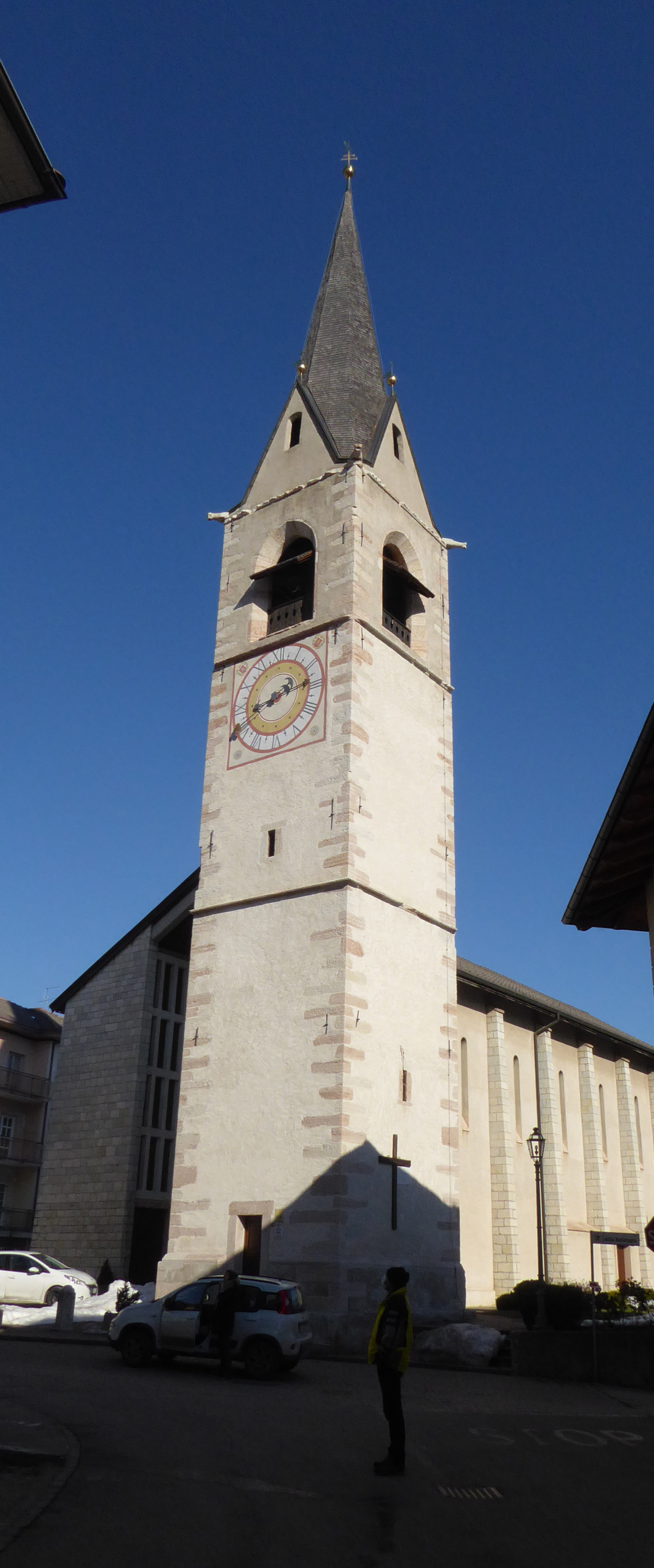
Pfarrkirche San Biagio
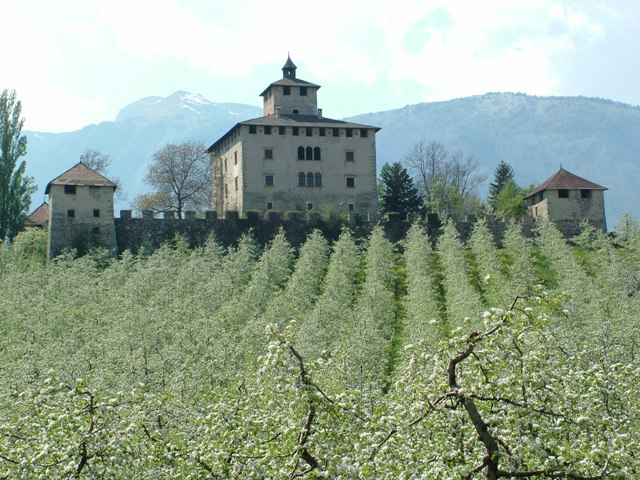
Castel Nanno